# مأمور مخفی (مجموعه تلویزیونی)
مأمور مخفی (انگلیسی: The Secret Agent) یک مینی‌سریال درام بریتانیایی که در سال ۱۹۹۲ منتشر شد. این سریال بر پایهٔ رمان مأمور مخفی اثر جوزف کنراد ساخته شد.

## بازیگران
- دیوید سوشی
- شریل کمبل
- وارن کلارک
- پاتریک مالاهید
- پیتر کاپالدی
- دیوید اسکوفیلد
- جان بنفیلد
- جنت سوزمن